# Liste der Monuments historiques in Labarthe-Inard
Die Liste der Monuments historiques in Labarthe-Inard führt die Monuments historiques in der französischen Gemeinde Labarthe-Inard auf.

## Liste der Bauwerke
| Bezeichnung                                        | Beschreibung              | Standort | Kennzeichnung | Schutzstatus | Datum | Bild |
| -------------------------------------------------- | ------------------------- | -------- | ------------- | ------------ | ----- | ---- |
| Kirche Nativité-de-la-Sainte-Vierge (Mariä Geburt) | Erbaut im 15. Jahrhundert | (Lage)   | PA00094356    | Inscrit      | 1950  |      |